# Bandeira de Aquiraz
A Bandeira de Aquiraz é um dos símbolos oficiais do município de Aquiraz, estado do Ceará, Brasil.

## História
Foi adotada em 1989, sendo mencionada no Artigo n.º 1-C das "Declarações de Princípios dos Princípios Fundamentais" da Lei Orgânica Municipal, que diz: "São símbolos oficiais do Município: a bandeira, o hino e o brasão, além de outros representativos de sua cultura e história que sejam estabelecidos em lei."
Sua versão atual é definida pela Lei Municipal n.º 1017/2013, de 1º de março de 2013, que "Institui o brasão e modifica a bandeira oficial do município de Aquiraz na forma que indica e dá outras providências"